# خورخي راميريز
خورخي راميريز (بالإسبانية: Jorge Andrés Ramírez Frostte)‏ هو لاعب كرة قدم أوروغواياني، ولد في 25 مايو 1986 في فراي بنتوس ‏ في الأوروغواي. شارك مع منتخب الأوروغواي تحت 17 سنة لكرة القدم. أما مع النوادي، فقد لعب مع أتيناس دي سان كارولس وديبورتيفو باستو وريال إسبانيا وسنترال إسبانيول وناسيونال مونتيفيديو.

## وصلات خارجية
- خورخي راميريز على موقع إي إس بي إن إف سي (الإنجليزية)
- خورخي راميريز على موقع قاعدة بيانات كرة القدم.إي يو (الإنجليزية)
- خورخي راميريز على موقع Soccerway.com (الإنجليزية)
- خورخي راميريز على موقع AS.com (الإسبانية)